# Pairalia del Bolacell
Pairalia del Bolacell és una obra del municipi de Camprodon (Ripollès) inclosa en l'Inventari del Patrimoni Arquitectònic de Catalunya.

## Descripció
La casa del Bolacell està ubicada dalt d'un turonet, a l'altre costat del pont del mateix nom. És citada documentalment des de molt antic. És una reunió de molts edificis annexos i moltes ampliacions fetes en el decurs dels segles. Les teulades són a dues i una vessant en estat força deficient. Va ser bastida amb pedra poc escairada llevat dels cantoners i dels carreus que formen les obertures. El nucli d'habitatge disposa de baixos i dos pisos superiors, amb galeries porxades per aprofitar el sol.

## Història
Apareix citada com "Bolosello" en una donació testamentària atorgada a favor del monestir de Sant Pere de Camprodon pels almoiners del difunt Berenguer, levita, l'any 1031.
En el decurs del segle xvi (1574) apareix en un capbreu el mas i el pont del mateix nom, transcrit a l'arxiu parroquial de Beget.
La casa conserva el seu aspecte senyorial malgrat el seu abandó. Pertany a la família Bru de Sala i l'habita actualment un pastor.